# Gustavo López Gutiérrez
Gustavo López Gutiérrez är en ort i Mexiko.   Den ligger i kommunen Pijijiapan och delstaten Chiapas, i den sydöstra delen av landet, 700 km sydost om huvudstaden Mexico City. Gustavo López Gutiérrez ligger 34 meter över havet och antalet invånare är 321.
Terrängen runt Gustavo López Gutiérrez är varierad. Runt Gustavo López Gutiérrez är det ganska glesbefolkat, med 28 invånare per kvadratkilometer. Närmaste större samhälle är Tres Picos, 15,8 km nordväst om Gustavo López Gutiérrez. Omgivningarna runt Gustavo López Gutiérrez är en mosaik av jordbruksmark och naturlig växtlighet.